# برنارد إي. بيدرسن
برنارد إي. بيدرسن (بالإنجليزية: Bernard E. Pedersen)‏ هو سياسي أمريكي، ولد في 24 نوفمبر 1925، وتوفي في 6 نوفمبر 1996 بسبب سرطان. حزبياً، نشط في الحزب الجمهوري. وقد انتخب عضو مجلس نواب إلينوي.